# Габовда Михайло
Миха́йло Габо́вда (псевдо: «Іскра», «Лозан») (2 жовтня 1918, США — 8 грудня 1945, Ужгород, Закарпатська Україна) — референт зв'язку крайового Проводу ОУН «Закарпаття» (1944—1945).

## Життєпис
Народився 2 жовтня 1918 у США, куди батьки виїхали на заробітки. Переїхав до Закарпаття, яке було вже в складі Чехословаччини у 1921. Навчався у Мукачівській торговельній академії, був членом Пласту. В академії вступає до ОУН. У 1939 вояк «Карпатської Січі», зумів після окупації Закарпаття угорською армією перебратись за кордон.
Наприкінці 1939 знову повертається до Закарпаття та відновлює зв'язок із членами ОУН, які залишились в Україні. 1 січня 1940 рік в селі Великі Лучки на Мукачівщині була зібрана нова крайова екзекутива. Михайло Габовда, а також Михайло Кіштулинець були обрані членами крайового проводу. Дмитро Бандусяк був обраний організаційним референтом, Михайло Орос підреферентом юнацтва, Василь Потушняк референтом пропаганди (згодом пост перейняв Степан Пап, а Іван Романець референт по ідеології. Крайовим провідником став Андрій Цуга.
17 липня 1942 заарештований угорською владою та ув'язнений у замку Ковнера. Засуджений військовим трибуналом у рамках ковнерівського процесу до 12 років неволі.
Вийшов на волю в березні 1944. Протягом травня — жовтня 1944 жив і працював у селі Ясіня. Займав посаду референта зв'язку крайового проводу ОУН Закарпаття. Брав участь у всіх заходах роботи крайового проводу, зокрема, по формуванню окружних проводів, які планувалося створити в Хустi, Мукачеві, Ужгороді, Берегові та в інших районах.
18 липня 1945 його заарештували агенти НКВС. 8 грудня 1945 розстріляний в Ужгородській в'язниці. Похований у братській могилі в районі проспекту Свободи в Ужгороді.

## Вшанування пам'яті
У липні 2024 року розпорядженням голови Закарпатської ОВА вулицю Юліуса Фучика перейменовано його іменем.